# 120347 Salacia
Salacia (denominazione ufficiale 120347 Salacia, designazione provvisoria 2004 SB60) è un oggetto cubewano della fascia di Kuiper di natura binaria. Scoperto nel 2004, presenta un'orbita caratterizzata da un semiasse maggiore di 41,9112323 au e da un'eccentricità di 0,1098687, inclinata di 23,92700° rispetto all'eclittica.
Keith S. Noll, Denise C. Stephens, Will M. Grundy e Harold Levison, analizzando immagini riprese dal telescopio Hubble, hanno individuato nel 2006 un satellite che ha ricevuto la designazione provvisoria di S/2006 (120347) 1 per poi essere ribattezzato (120347) I Actaea. Il satellite ha un diametro di 284±10 km, pari a circa un terzo di quello della componente principale per cui è stato stimato un diametro di 846±21 km. Il satellite orbita ad una distanza di circa 5600 km impiegando circa 5,5 giorni a completare una rivoluzione.
L'asteroide e la sua luna sono dedicati rispettivamente alle omonime nereidi, la prima regina delle acque salate e la seconda ninfa della riva del mare.